# Петр (Астифидис)
Пе́тр (греч. Πέτρος, в миру Сте́фанос Астифи́дис, греч. Στέφανος Αστυφίδης; 1 сентября 1915, Хора, остров Хиос — 22 января 1997) — деятель греческого старостильного движения, митрополит Асторийский (1962—1997), настоятель Собора святой Маркеллы в Астории, Нью-Йорк.

## Биография
Родился 1 сентября 1915 года на острове Хиос, Греция, в глубоко религиозной семье Марии и Димитриса Астифидисов.
По собственным воспоминаниям, с раннего возраста что он и его брат Николаос (позже архимандрит Нифонт) имели склонность к монашеству. Их отец Димитрий после смерти жены уехал на Афон, где принял монашеский постриг с именем Дамаскин. По достижении 18 лет, Стефан отправился с Николаосом на гору Афон, где они проживали в скиту Святой Анны в келии Святого Вознесения.
Десять лет спустя братья были хиротонисаны во диаконов и священников епископом Кикладским Германом (Варикопулосом). 9 августа 1944 года хиротонисан во пресвитера. На том момент у старостильников не было епископов, а священником было очень немного, и в результате иеромонахи с Афона выполнили задачу окормления тех верующих, которые отказались принять новый календарь. Служил на приходе в Салониках, который присоединился к старостильному движению. Позже они предложили свою помощь Церкви истинно-православных христиан Греции на Хиосе и Тиносе.
Позже братья служили приходскими священниками в двух храмах в Афинах: Святого Андрея в Перистерион и Спасо-Преображенском в Кипсели.
В 1951 году по приглашению епископа Арсения (Салтаса) братья переехали в Америку. Он стал настоятель храма святого Иоанна Предтечи на 17-й улице в Манхэттене. Он также служил в церкви Святого Николая возле Башен-близнецов, которая была разрушена 11 сентября 2001 года.
В 1954 году был основан приход святой Маркеллы и начала строиться церковь на тихой улице в Астории, Нью-Йорк.
29 ноября 1962 года в церкви святой Маркелы в Нью-Йорке двумя иерархами РПЦЗ — епископом Чилийским Леонтием (Филиповичем) и епископом Каракасским Серафимом (Свежевским) тайно без ведома первоиерарха митрополита Анастасия (Грибановского), архимандрит Петр (Астифидис) был рукоположён во епископа Асторийского. Епископ Петр стал первым постоянно живущим в США греческим старостильным епископом.
В 1974 году Авксентьевский Синод, находившийся в общении с РПЦЗ, официально объявил, что новокалендаристы безблагодатны. В том же году епископ Петр Асторийский из-за отказа подписать это решение был удалён из Синода.
За время своего служения митрополит Петр основал несколько приходов и два монастыря в США и Канаде. При церкви была основана греческая школа святой Маркеллы. Школа была (и остаётся) под руководством монахинь монастыря Святой Синклетики, возглавляемой матерью-игуменьей.
После хиротонии развил большую активность и быстро окружил себя монахами и монахинями. Он основывает церкви в Монреале и женский монастырь Святой Анны в 1986 году. Он простирает свою деятельность в Америке от Лонг-Айленда до штата Флорида. Будучи епископом, совершил немало диаконских и превитерских хиротоний и монашеских потригов.
После 10 лет полной активности и крупных взносов, многие другие старостильные приходы стали частью его юрисдикции: святителя Спиридона в Детройте, святого Нектария и Святых бессребреников в Чикаго. Во время своего епископства он основал радиопрограмму «Голос Православия» и издавал раз в две недели журнал «Факел православия». По его благословению и под его руководством в течение 12 лет выходила еженедельная телевизионная программа, адресованная всей греческой общине в Америке.
В январе 1986 года участвовал в выборах предстоятеля Церкви ИПХ Греции архиепископа Афинского Хризостома (Киусиса).
11 июля 1994 года Архиерейский Собор обсуждал возможность перехода Петра (Астифидиса) в РПЦЗ.
В 1996 году он основывает Святую Церковь Святого Марка Эфесского в Канаде.
Скончался 22 января 1997 года и похоронен, согласно его воле, в Греции, в Аттике, в монастыре святого Мины.
В октябре 2004 года в Нью-Йорке состоялась конференция клириков и мирян американской митрополии Хризостомовского синода, которую возглавил глава американских хризостомовцев митрополит Северной и Южной Америки Павел (Стратигеас). В Нью-Йорк приехали около 100 делегатов из США и Канады.